# Mijeegombyn Enchbold

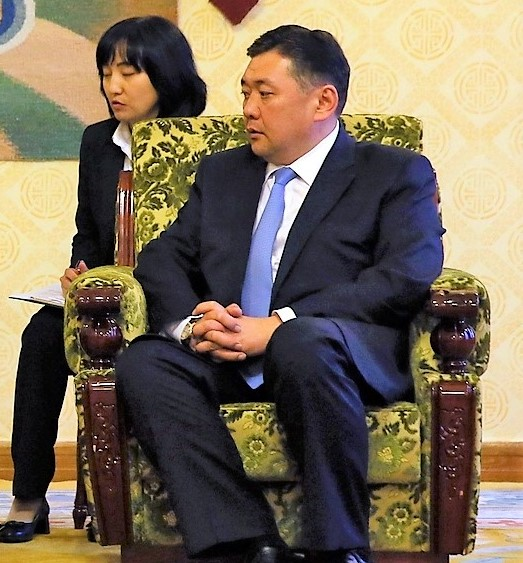
Mijeegombyn Enchbold

Mijeegombyn Enchbold (mongolisch Миеэгомбын Энхболд; * 19. Juli 1964 in Ulaanbaatar) ist ein mongolischer Politiker. Em war vom 25. Januar 2006 bis zum 22. November 2007 der Premierminister der Mongolei. Enchbold war gleichzeitig der Generalsekretär der Mongolischen Revolutionären Volkspartei (MRVP). Vor seiner Ernennung war er Bürgermeister von Ulaanbaatar.

## Leben

### Anfangsjahre
Enchbold ist verheiratet und hat zwei Kinder. Er studierte ab 1983 an der Nationaluniversität der Mongolei das Fach Planwirtschaft und machte dort 1987 seinen Berufsabschluss.
Von 1987 bis 1998, arbeitet er als Ökonom beim Büro für Öffentliche Dienste der Exekutivbehörde des Rats der Volkskommissare von Ulaanbaatar. Dann wechselte er in die Abteilung Planwirtschaftliche Mechanismen beim Ministerium für Öffentliche Dienste. 1991 kam er als Leiter zurück zum städtischen Büro für Öffentliche Dienste.

### Stadtpolitik
Im Jahr 1990, als das Politbüro zurücktrat und in der Mongolei die Demokratie eingeführt wurde, trat Enchbold der MRVP bei. Von 1992 bis 1996 arbeitete er als stellvertretender Verwalter des Chingeltei-Distrikt in Ulaanbaatar, und von 1996 bis 1997 als Vorsitzender des Präsidiums der Abgeordnetenversammlung des gleichen Distriktes. Von 1997 bis 2005 war er Vorsitzender des MRVP Hauptstadt-Ausschusses. Von 1999 bis 2006 amtierte er als Bürgermeister der Hauptstadt.

### Nationale Politik
1995 wurde Enchbold ins Parlament gewählt, und stieg zum Generalsekretär der MRVP auf. Nach der Auflösung der Regierung von Tsachiagiin Elbegdordsch Anfang 2006 schlug die MRVP Enchbold als neuen Premierminister vor. Das Parlament bestätigte ihn am 25. Januar 2006 mit 55 von 66 anwesenden Stimmen.
Am Parteikongress 2007, wurde er mit 377 zu 229 Stimmen zugunsten von Sandschaagiin Bajar als Vorsitzender abgewählt. Der gleiche Parteikongress stimmte dafür, Bajar als nächsten Premierminister vorzuschlagen. Das von der MRVP dominierte Parlament ernannte Bajar am 22. November 2007 mit 67 gegen zwei Stimmen (87,1 %) zum Premierminister. Als eine seiner ersten Amtshandlungen ernannte Bajar Enchbold wiederum zu seinem Stellvertreter.
Nach dem Sieg seiner Partei bei der Wahl des Parlamentes 2016 wurde Enchbold Vorsitzender des Großen Staats-Churals.